# Aneta Michalak-Białkowska
Aneta Michalak, po mężu Białkowska (ur. 6 sierpnia 1977 w Poznaniu) – polska kajakarka, olimpijka z Sydney 2000 i Aten 2004, zawodniczka Posnanii.
Medalistka mistrzostw Polski:
- złota
  - w konkurencji K-4 na dystansie 200 metrów w roku 2002, 2005[1], 2007[2]
  - w konkurencji K-4 na dystansie 500 m w roku 2001, 2005[1]
  - w konkurencji K-4 na dystansie 1000 m w latach 2002, 2007[2]
  - w konkurencji K-2 na dystansie 500 m w latach 2003[3], 2004[4], 2005[1], 2007[2]
- srebrna
  - w konkurencji K-2 na dystansie 1000 m w latach 2003[3], 2005[1], 2007[2]
- brązowa
  - w konkurencji K-2 na dystansie 200 m w roku 2003[3], 2007[2]
  - w konkurencji K-2 na dystansie 1000 m w roku 2004[4]

Na igrzyskach olimpijskich w roku 2000 i 2004 zajęła 4. miejsce na dystansie 500 m w konkurencji K-4.